# استان یوسفیه
استان یوسفیه (به فرانسوی: Province de Youssoufia) یک استان در مراکش است که در مراکش آسفی واقع شده‌است. استان یوسفیه ۳٬۰۰۰ کیلومتر مربع مساحت و ۲۵۱٬۹۴۳ نفر جمعیت دارد.